# Minuartia stellata
Minuartia stellata là loài thực vật có hoa thuộc họ Cẩm chướng. Loài này được (E.D.Clarke) Maire & Petitm. mô tả khoa học đầu tiên năm 1908.